# Elías Muñoz
Elías Muñoz García (1943. november 3. – ) mexikói válogatott labdarúgó.

## Pályafutása

### Klubcsapatban
Pályafutását 1964-ben kezdte a Pumas UNAM csapatában. 1970 és 1972 között a CA Zacatepec, majd 1972 és 1974 között a CF Torreón együtteseiben játszott.

### A válogatottban
1966 és 1968 között 8 alkalommal szerepelt a mexikói válogatottban. Részt vett az 1966-os világbajnokságon és a hazai rendezésű 1968. évi nyári olimpiai játékokon.

## Külső hivatkozások
- Elías Muñoz – a FIFA adatbázisában
- Elías Muñoz adatlapja a National-Football-Teams.com oldalon (angolul)

- Elías Muñoz adatlapja a worldfootball.net oldalon (angolul)